# Xã Artichoke, Quận Big Stone, Minnesota
Xã Artichoke (tiếng Anh: Artichoke Township) là một xã thuộc quận Big Stone, tiểu bang Minnesota, Hoa Kỳ. Năm 2010, dân số của xã này là 79 người.